# Aston-Gruppe
Unter dem Namen Aston-Gruppe (eng. Aston Group) wurden eine Gruppe von Organisationsforschern in Großbritannien bekannt, die zwischen 1961 und 1970 unter der Leitung von Derek S. Pugh forschte. Der offizielle Name war Industrial Administration Research Unit of the Birmingham College of Advanced Technology (die Universität wurde 1966 umbenannt in Aston University). Die Aston-Gruppe leistete Pionierarbeit auf dem Gebiet der statistischen Analyse von Organisationen und deren Funktionsweise. Im Gegensatz zu vorangegangenen Analysen, die lediglich auf binäre Größen, beispielsweise „Anwesenheit“ und „Abwesenheit“ eines bestimmten Merkmals, zielten, erweiterten die Forscher das Spektrum auf kontinuierliche Ergebnisse, und erreichten so einen differenzierteren Einblick in ihr Untersuchungsobjekt.
Der amerikanische Psychologe und Organisationstheoretiker William Starbuck bewertete die Forschungen der Aston-Gruppe in einer Untersuchung 1981 als „eines der wichtigsten Cluster der Organisationsforschung in den letzten 20 Jahren“ (also von 1961 bis 1981). Die Bewertung wird von Royston Greenwood in der Einleitung zu einem Interview mit Derek S. Pugh zu dessen Emeritierung geteilt.
Die Mitglieder der Aston-Gruppe entstammten verschiedenen Fachrichtungen wie der Psychologie, Wirtschaftswissenschaft, Politologie und Soziologie. Royston Greenwood gibt die Forscher der Gruppe in drei Generationen an. Pugh und Hickson nennen die gleichen Namen, aber in einer anderen Reihenfolge.

## Forschergenerationen
In der Zusammenfassung der Arbeiten beschreibt Derek Pugh die Forschung der Aston-Gruppe. Demnach gibt es keine ausformulierte Aston-Theorie zu Organisationen. Die Thesen und Erkenntnisse sind in die Arbeiten der verschiedenen Generationen von Forschern eingearbeitet. So befassten sich:
1. Derek Pugh, David J. Hickson und C.R. (Bob) Hinings mit der Beziehung von Organisationsstrukturen und den Einflussfaktoren Technologie, Organisationsgröße und Umwelt.
2. Diane Pheysey, Kerr Inkson und Roy Payne beschäftigen sich mit der Beziehung von Organisationsstruktur und Organisationsklima
3. Lex Donaldson, John Child und Charles McMillan erweiterten die Aston-Forschungen um Leistungsergebnisse und kulturübergreifende Analysen.

Eine andere Aufteilung der „Generationen“ von Aston-Forschern wird von Derek S. Pugh vertreten. Nach seiner Darstellung lautet die Generationenfolge:
1. Derek S. Pugh, David J. Hickson, Bob Hinings
2. Keith Macdonald, Christopher Turner, Theo Nichols, Philip Levy.
3. John Child, Kerr Inkson, Roy Payne, Diana Pheysey; John Fairhead.
4. (nicht mehr in Aston): Gloria Lee, Martin Evans, Will McQuillan, Lex Donaldson, Malcolm Warner, Roger Mansfield, Royston Greenwood, Charles McMillan, Tony Ellis, Alan Bryman, Stuart Ranson, Joe Schwitter, Denzo Horvath, Koya Azumi, Alfred Kieser, M. Badran.

Lex Donaldson benennt David Hickson, John Child, Jerry Hage und Colin Fletcher als seine „Ziehväter“ in Aston und dann Derek S. Pugh, John Child, Roger Mansfield und Andrew Pettigrew als „Astonians“.:ix-xi
Wie auch immer die Generationen aufgeteilt werden, so ist die Aston-Gruppe das einzige Vorkommnis, wo eine Gruppe und nicht ein Einzelwissenschaftler mit einer Methode assoziiert wurde.:ix-xi Malcolm Warner behauptet, dass in den Schriften der Aston-Gurus eine potentiell brillante empirische Theorie von Organisationen steckt (There is a potentially brilliant empirical theory of organizations to be written by the Aston gurus). Eine solche Theorie wurde jedoch nicht veröffentlicht.

## Forschungen
Ein typisches Ergebnis aus der Frühphase der Arbeit ist die nachfolgende Matrix, die ein frühes Analysemittel für das Ausmaß von Bürokratisierung darstellt. In einer Untersuchung von 46 Unternehmen in der Nähe Birminghams folgerte die Aston-Gruppe,
- dass größere Organisationen tendenziell auch höher spezialisiert, standardisiert und formalisiert sind (Strukturierung der Aktivitäten).
- dass mit steigender Größe die Zentralisierung von Entscheidungen abnimmt (Konzentration von Macht).

Die beiden Ergebnisse bestätigen empirisch die Erwartung, bieten aber keine Erklärung für dieses Ergebnis. Auf der Basis dieser beiden Dimensionen stellen die Forscher fest, dass Organisationen mit zunehmender Strukturierung und Machtkonzentration dazu tendieren, bürokratischer zu sein.
| Macht/ Strukturierung   | Macht/ Strukturierung | Strukturierung der Aktivitäten | Strukturierung der Aktivitäten |
| Macht/ Strukturierung   | Macht/ Strukturierung | Niedrig                        | Hoch                           |
| ----------------------- | --------------------- | ------------------------------ | ------------------------------ |
| Konzentration von Macht | Hoch                  | Personal-Bürokratie            | Voll-Bürokratie                |
| Konzentration von Macht | Niedrig               | Nicht-Bürokratie               | Workflow-Bürokratie            |

Auf der Basis messbarer Größen – der Anzahl schriftlich fixierter Verhaltensregeln – und einer strukturellen Betrachtung von Machtkonzentration lässt sich so verhältnismäßig einfach das Bürokratisierungsniveau einer Organisation ermitteln.
In einer Erweiterung und aufbauend auf den Arbeiten von Max Weber, der eine einzige Bürokratie erkannte, formuliert die Aston-Gruppe eine Taxonomie verschiedener Bürokratietypen mit unterschiedlichen Ausprägungen und Merkmalen. Grundlage hierzu sind drei Faktoren: Machtkonzentration, Strukturiertheit und Aufgabenüberwachung. Daraus formulieren sie so unterschiedliche Typen wie Personal-Bürokratie, implizit strukturierte Bürokratie, Frühe-Vollbürokratie, Vollbürokratie und andere.
Dabei postulieren die Forscher eine einzige Kausalkette, in welcher Verwaltungsfaktoren und die Konzentration der Autorität in einer Organisation die Varianzen der Rollen reduzieren und dadurch die durch interpersonelle Interaktion motivierte Innovation und Flexibilität reduzieren. Die Faktoren sind untereinander verbunden und beeinflussen sich gegenseitig. Im Ergebnis reduzieren Bürokratien die Innovation.

## Kritik
Die Leistungen der Aston-Gruppe waren und sind nach Aussagen von Robert Chia zusammen mit anderen bestimmend für das Gebiet der Organisationsforschung. Und schon früh regte sich Kritik an den Ergebnissen und Methoden der Aston-Gruppe.:ix-xi In einer Verteidigung dieser Methoden benennt Lex Donaldson als häufigste Kritikpunkte die Verdinglichung von Organisationen, die statischen Ergebnisse, das Ignorieren von Bedeutungen („Sinn“) in den Arbeiten und ähnliche.:ix-xi Auch in moderner Zeit werden ähnliche Kritikpunkte benannt, beispielsweise durch Robert Chia und andere.
Nach dieser Kritik wird grundsätzlich ein positivistischer Standpunkt eingenommen, bei dem Beobachtungen gesammelt und ausgewertet werden. Dieser Standpunkt gibt an sich nicht beobachtungsfähigen Entitäten, beispielsweise Organisationen, Gesellschaften, Umwelt usw. eine Dinglichkeit, die nicht zu rechtfertigen ist. Wenn aber die Dinglichkeit nicht prüfbar ist, dann werden Aussagen über diese Entitäten fragwürdig. Wie kann beispielsweise festgestellt werden, ob eine Organisation auch dann noch die gleiche ist, wenn eine andere Person sie leitet? Damit soll nicht etwa behauptet werden, dass eine Organisation aus den Mitgliedern besteht, sondern nur, dass logische Aussagen über Organisationen nur dann sinnvoll sind, wenn grundsätzliche Denkgesetze aufrechterhalten werden können, beispielsweise der Satz der Identität. Der Ansatz der Aston-Gruppe fördere daher eine Denkschule der statischen, strukturierten und diskreten Zustände anstelle der mehr oder weniger unbestimmten Prozesse, die diese Zustände erzeugen.

## Publikationen

### Aston Programme
- Derek S. Pugh und David J. Hickson (1976) Organizational Structure in Its Context: The Aston Programme I, Gower Publishing
- Derek S. Pugh und C. R. Hinings (Eds.; 1976), Organizational Structure - Extensions and Replications: The Aston Programme II, Gower Publishing
- Derek S. Pugh und R. L. Payne, R. L. (Eds.; 1977), Organizational Behaviour in Its Context: The Aston Programme III, Gower Publishing
- David J. Hickson und Charles J. McMillan (Eds.; 1981), Organization and Nation: The Aston Programme IV, Gower Publishing

### Weitere Veröffentlichungen des Aston Programms
- John Child (1972) Organizational Structures, Environment and Performance: the Role of Strategic Choice, Sociology 6 (1972), 2–22
- Derek S. Pugh (1973) The Measurement of Organization Structures: Does Context Determine Form?, Organizational Dynamics (Spring 1973), 19–34; reprinted in D. S. Pugh (ed.), Organization Theory, Penguin, 1997
- Lex Donaldson (1986) Size and Bureaucracy in East and West: A Preliminary Meta Analysis, in Stewart R. Clegg, D. C. Dunphy and S. G. Redding, The Enterprise and Management in East Asia, University of Hong Kong, 1986
- David J. Hickson C. Robert Hinings, C. A. Lee, R. E. Schneck und J. M. Pennings, A Strategic Contingencies Theory of Intraorganizational Power, Administrative Science Quarterly, 16/2 (1971), 216-29
- C. Robert Hinings, David J. Hickson, J. M. Pennings und R. C. Schneck, Structural Conditions of Intraorganizational Power, Administrative Science Quarterly, 1911 (1974), 22–44
- Lex Donaldson (1985) In Defence of Organization Theory, Cambridge University Press
- David J. Hickson, R. J. Butler, D. Cray, G. R. Mallory und David C. Wilson (1986) Top Decisions, Blackwell and Jossey-Bass
- John Child (1994) Management in China during the Age of Reform, Cambridge University Press
- Lex Donaldson (1995) American Anti-Management Theories of Organization, Cambridge University Press